# Сохацький Андрій Володимирович
Андрі́й Володи́мирович Соха́цький (нар. 14 жовтня 1970 — пом. 30 січня 2015) — старший солдат Збройних сил України, учасник російсько-української війни.

## Короткий життєпис
Був наймолодшим з-поміж трьох дітей у батьків. Батько був інвалідом війни.
1987 року закінчив Колківську ЗОШ. Грав на скрипці, любив поезію. Закінчив історичний факультет Київського університету. 2008 року влаштувався на круїзний лайнер оператором відеонагляду.
У часі Євромайдану — один з перших на барикадах.
Мобілізований у серпні 2014-го. Відпрацював останню зміну, тільки по тому повідомив, що рушає на війну. Лінійний наглядач, 128-а гірськопіхотна бригада.
30 січня 2015-го загинув під час артилерійського обстрілу, що вели терористи по взводному опорному пункту під Дебальцевим.
Вдома лишилися мама, брат, сестра та наречена. Похований у Колках.

## Нагороди та вшанування
- Указом Президента України № 108/2015 від 26 лютого 2015 року, «за особисту мужність і героїзм, виявлені у захисті державного суверенітету та територіальної цілісності України, вірність військовій присязі», нагороджений орденом «За мужність» III ступеня (посмертно)[1].
- Вшановується в меморіальному комплексі «Зала пам'яті», в щоденному ранковому церемоніалі 30 січня[2][3].